# 沃森峰
沃森峰（英語：Watson Peaks），是南極洲的山峰，位於帕爾默地，處於里韋拉峰東北面3.7公里，美國地質調查局根據測量和美國海軍拍攝的空中照片繪入地圖，以生物學家命名，現時由南極條約體系管理。